# Повітряні сили Австралії

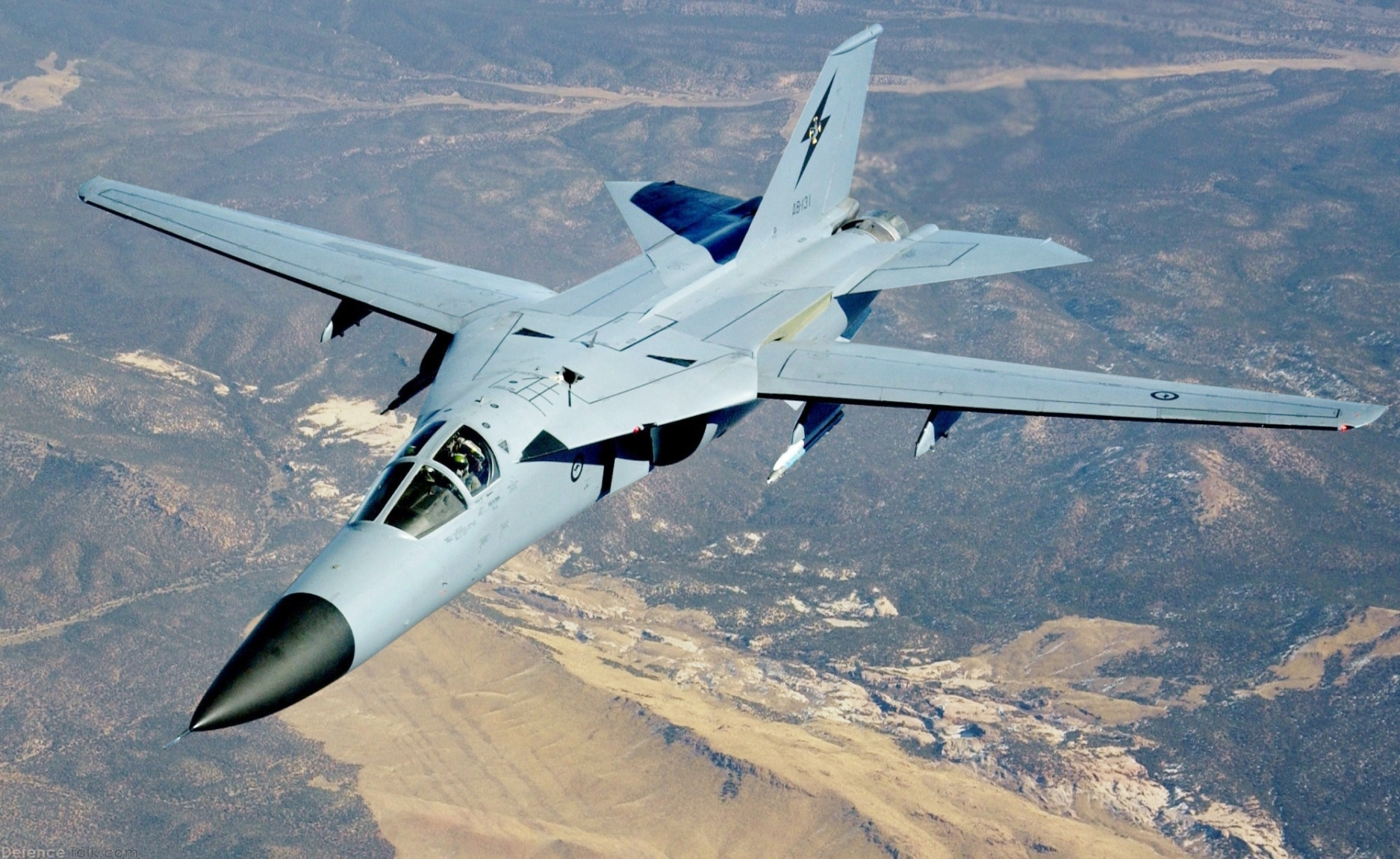
F-111С Королівських ВПС під час бриючого польоту, 2006 р.

Королівські повітряні сили Австралії (англ. Royal Australian Air Force; RAAF) — один з видів збройних сил Австралії.

## Історія
У вересні 1912 року було створено Армійський авіаційний корпус (Army Aviation Corps), який надалі змінив кілька назв. Військово-повітряні сили Австралії як окремий вид збройних сил країни було сформовано 31 березня 1921 року, а 31 серпня того ж року отримали сучасну назву.
Австралійські ВПС брали активну участь у Першій та Другій світових війнах, а також у військових конфліктах в Кореї та у В'єтнамі. Останнім на сьогоднішній день випадком участі Королівських ВПС у бойових діях є вторгнення коаліційних сил до Іраку у березні-квітні 2003 року, коли було задіяно ескадрилью № 75, озброєну винищувачами-бомбардувальниками F/A-18 «Хорніт».

## Бойовий склад
- Ескадрилья № 1 — F-111 (ударна)
- Ескадрилья № 2 — Боїнг «Веджтейл», стали до строю з 2009 року
- Ескадрилья № 3 — F/A-18 «Хорнет» (ППО)
- Ескадрилья № 4 — Pilatus PC-9 (учбова)
- Ескадрилья № 6 — F-111 (навчальна/ударна)
- Ескадрилья № 10 — P-3C «Оріон» (морське патрулювання)
- Ескадрилья № 11 — P-3C «Оріон» (морське патрулювання)
- Ескадрилья № 33 — має бути озброєна KC-30B (дозаправлення у повітрі)
- Ескадрилья № 34 — Боїнг 737, Бомбардьє Челленджер 604 (транспорт)
- Ескадрилья № 36 — C-17 «Глоубмастер» III (транспорт)
- Ескадрилья № 37 — C-130H/C-130J-30 «Геркулес» (транспорт)
- Ескадрилья № 38 — DHC-4 «Карибу» (транспорт)
- Ескадрилья № 75 — F/A-18 «Хорнет» (ППО)
- Ескадрилья № 76 — BAE «Гоук» 127 (навчальна/штурмова)
- Ескадрилья № 77 — F/A-18 «Хорнет» (ППО)
- Ескадрилья № 79 — BAE «Гоук» 127 (навчальна/штурмова)
- Ескадрилья № 292 — P-3C «Оріон» (навчальна/морське патрулювання)

## Техніка та озброєння
На озброєнні австралійських ВПС знаходиться наступна техніка та засоби ураження: (англ.)
| Тип              | Кількість | Примітки |
| ---------------- | --------- | -------- |
| F/A-18A          | 55        |          |
| F/A-18B          | 16        |          |
| F/A-18F          | 24        |          |
| Hawk 127         | 33        |          |
| 737 (E-7A)       | 6         |          |
| AP-3C            | 15        |          |
| A330 (KC-30A)    | 5         |          |
| C-17             | 6         |          |
| C-130J           | 12        |          |
| King Air 200/350 | 9         |          |
| Hawk 127         | 33        |          |
| King Air 350     | 8         |          |

## Розпізнавальні знаки
Розпізнавальний знак ВПС Австралії має за основу знак ВПС Великої Британії: центральне коло замінено на зображення кенгуру. Останнім часом використовується варіант знаку з низьким контрастом, що забезпечує краще маскування.

### Еволюція розпізнавальних знаків
| Розпізнавальний знак | Знак на фюзеляж | Знак на кіль | Коли використовувався | Порядок нанесення |
| -------------------- | --------------- | ------------ | --------------------- | ----------------- |
|                      |                 |              |                       |                   |
|                      |                 |              |                       |                   |
|                      |                 |              |                       |                   |
|                      |                 |              |                       |                   |

## Галерея

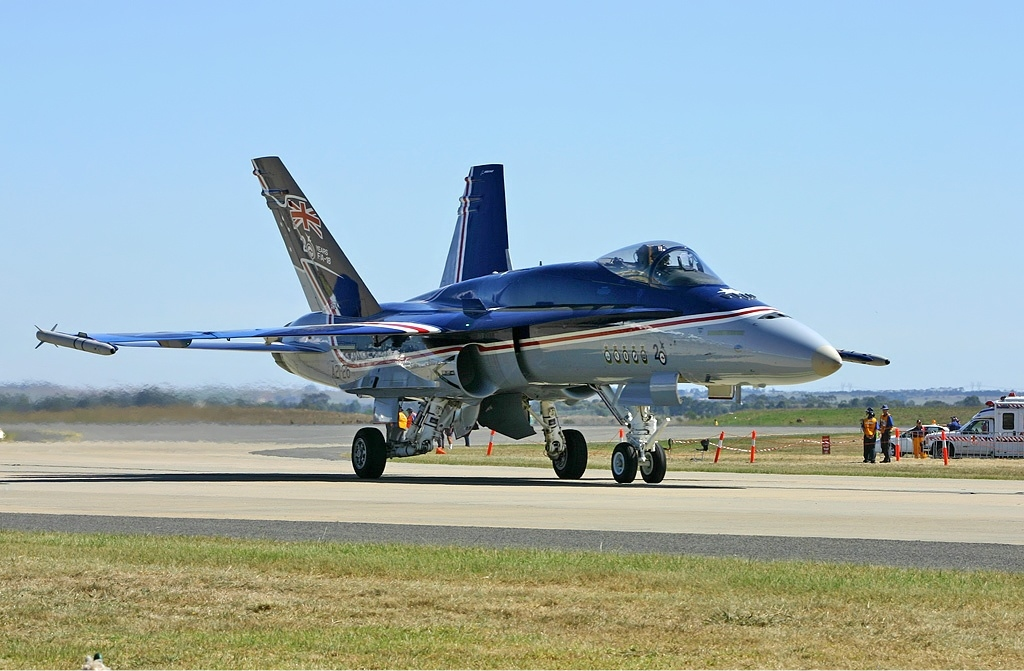
McDonnell Douglas F/A-18 Hornet
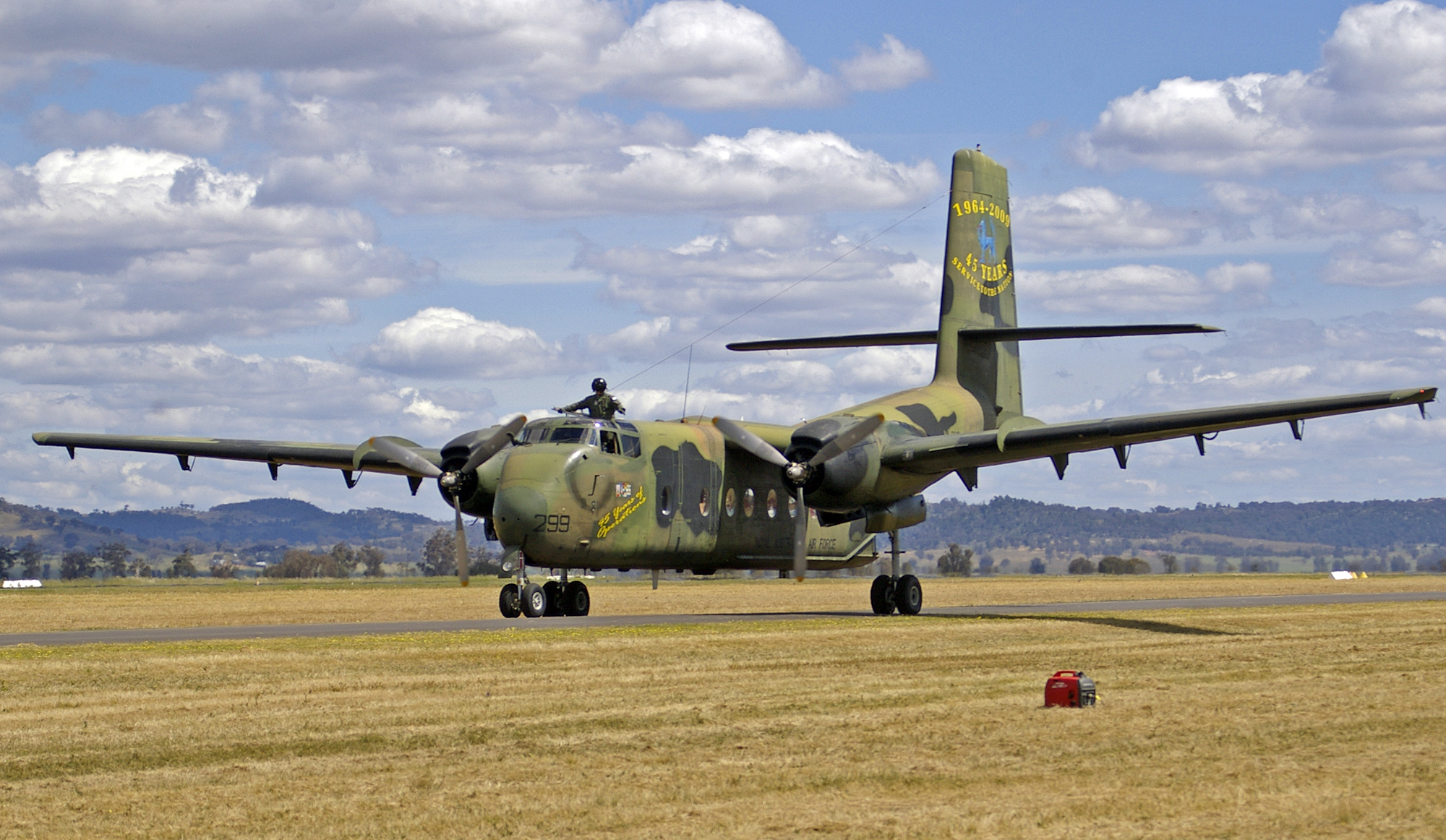
DHC-4 Caribou
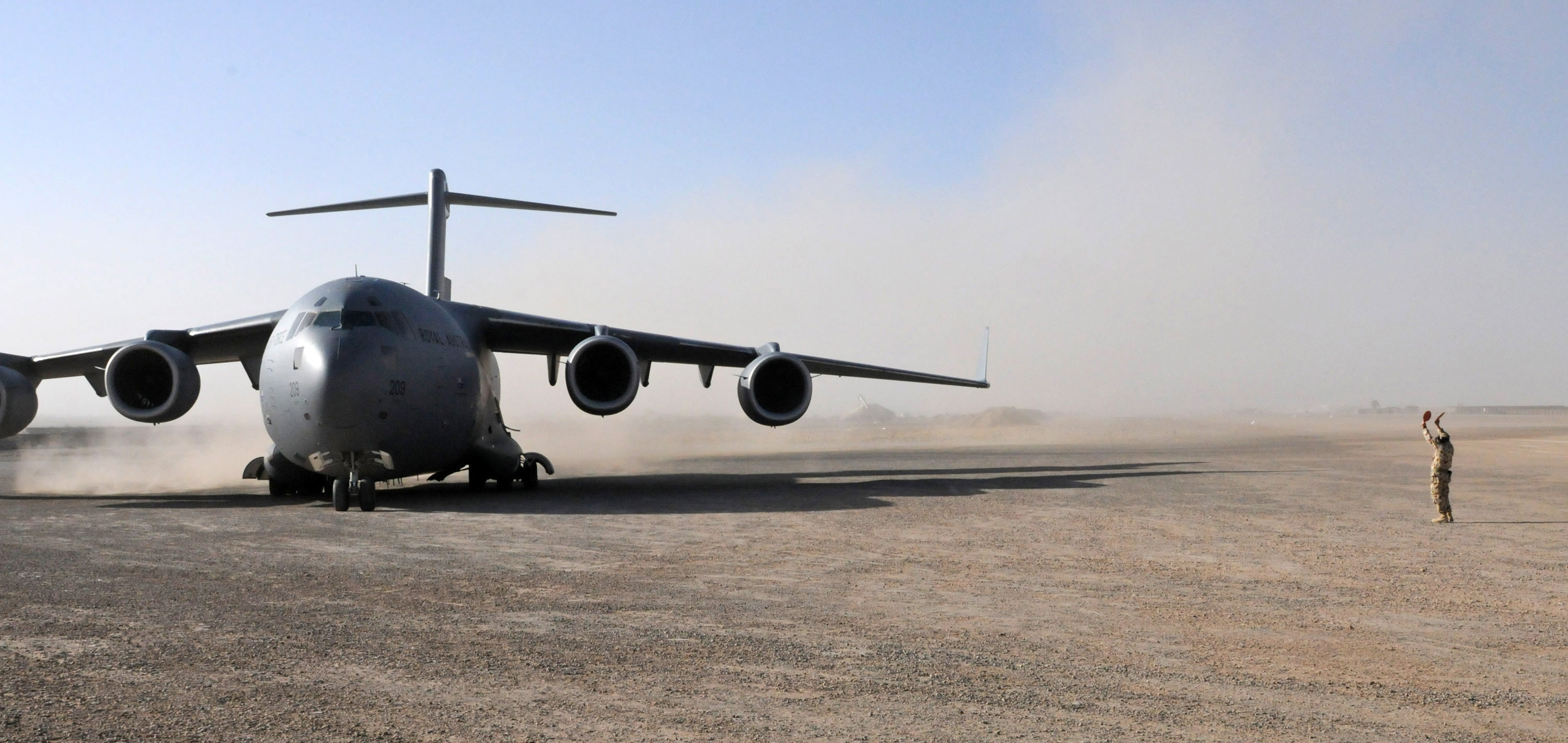
C-17 Globemaster III
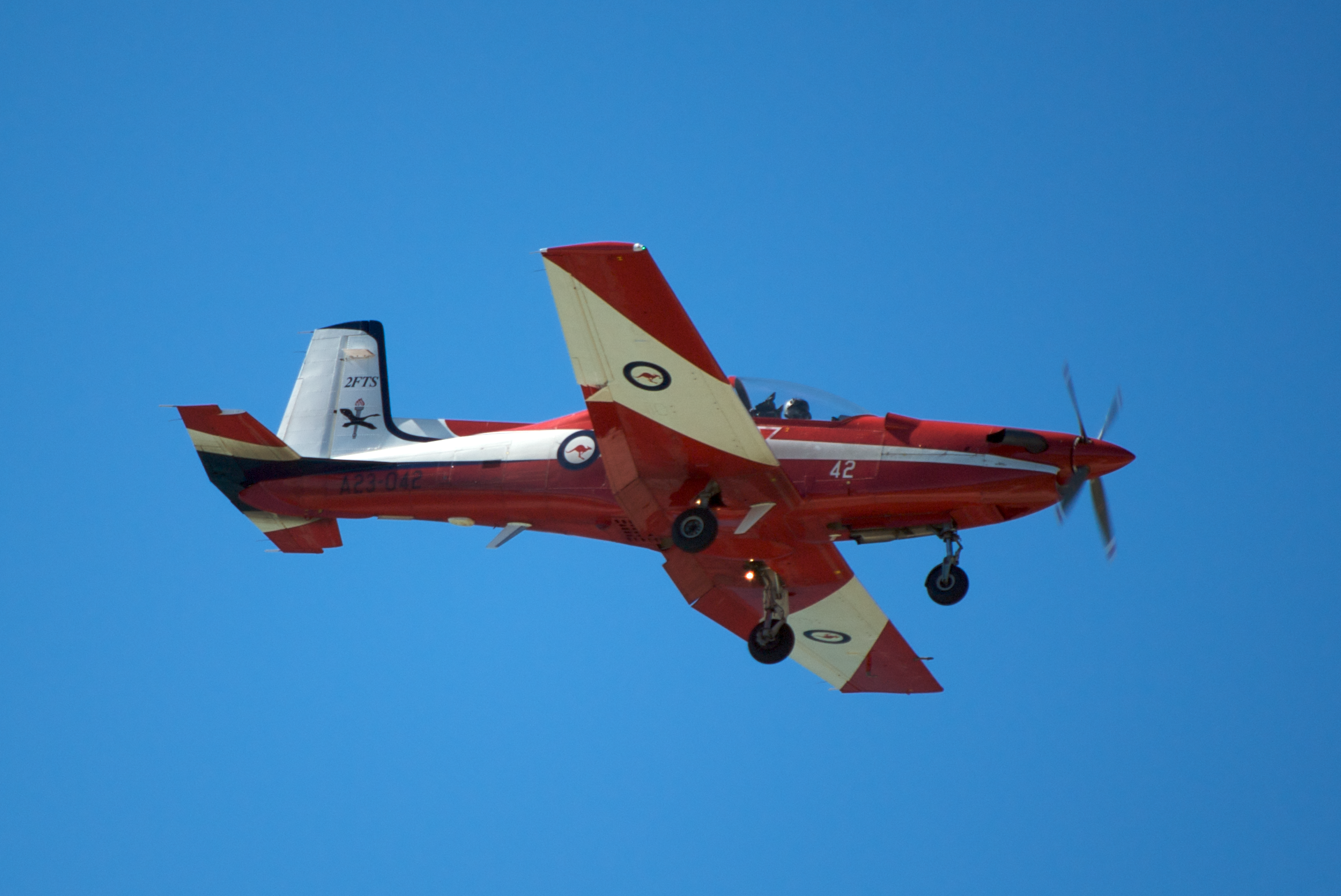
Pilatus PC-9
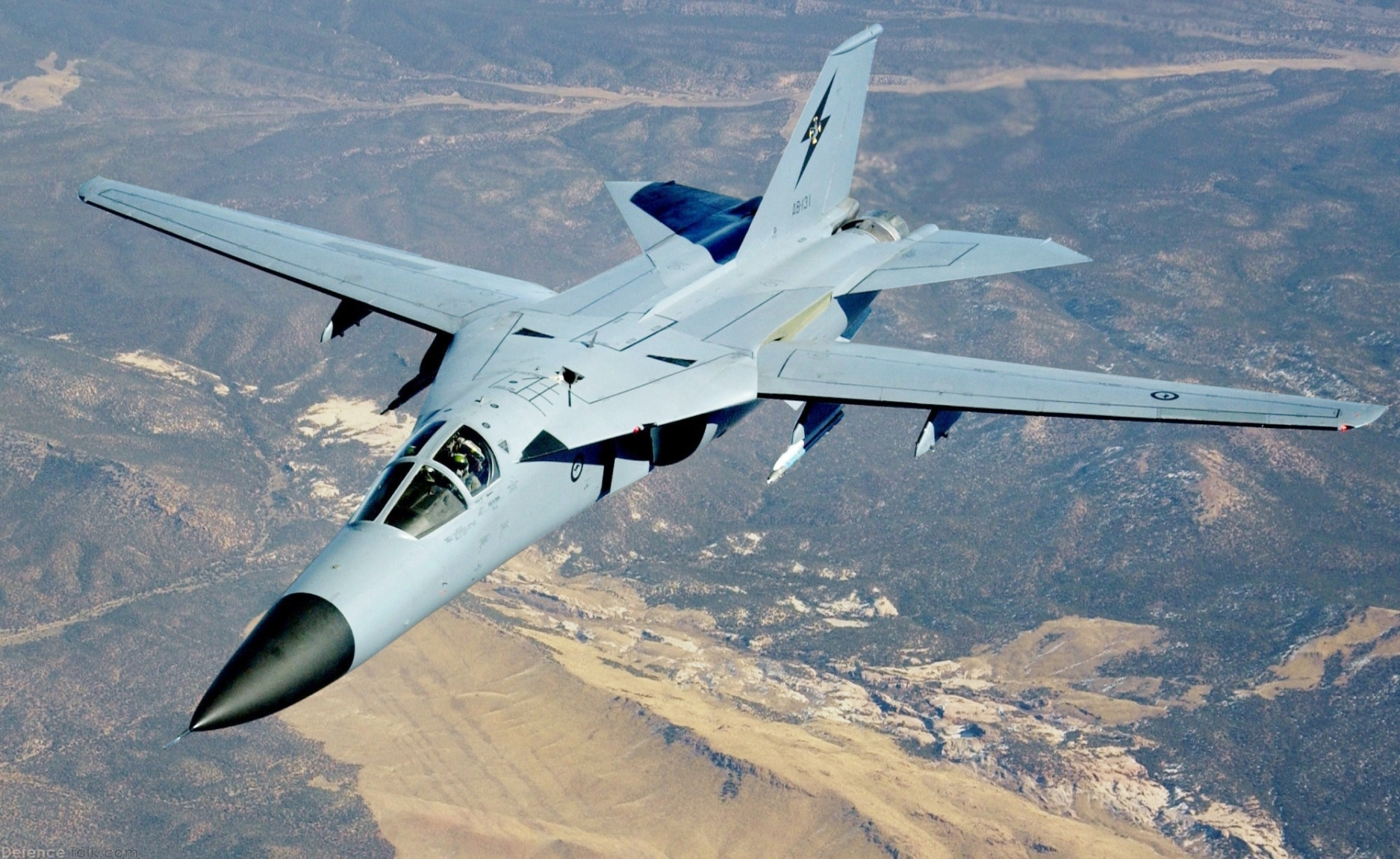
F-111C в 2006
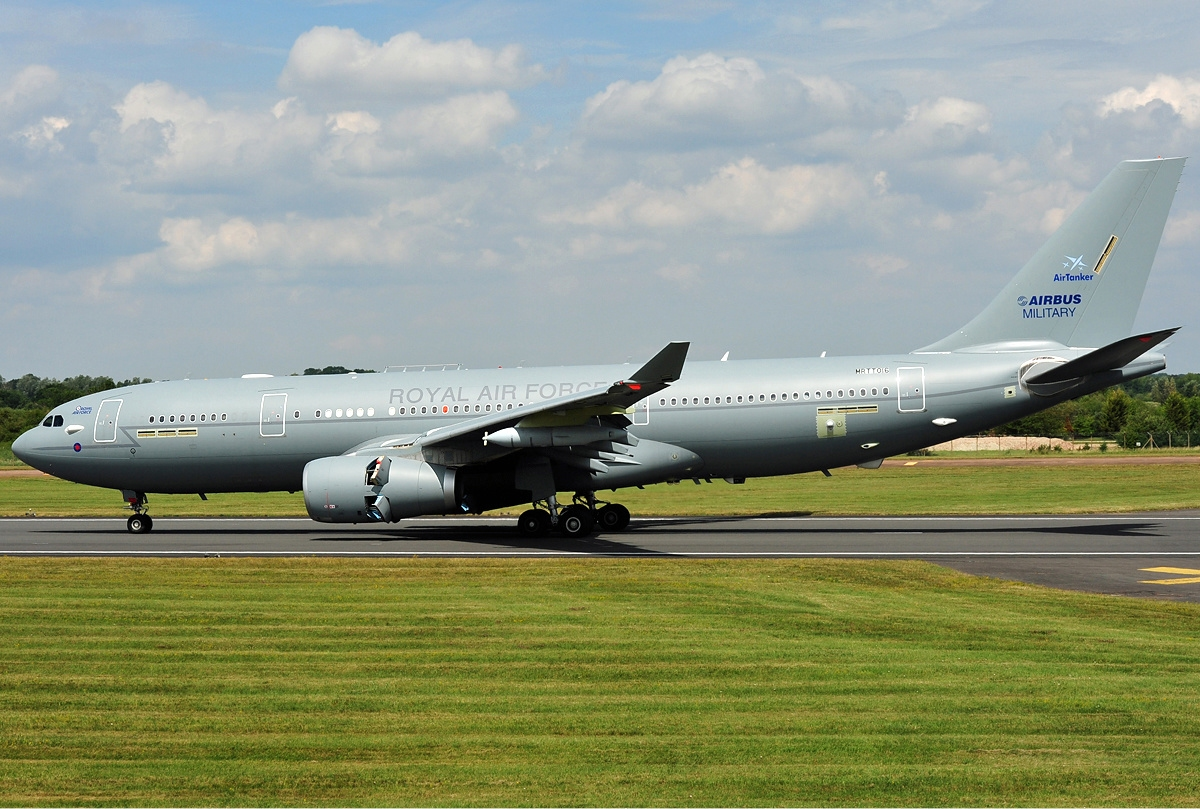
A330MRTT
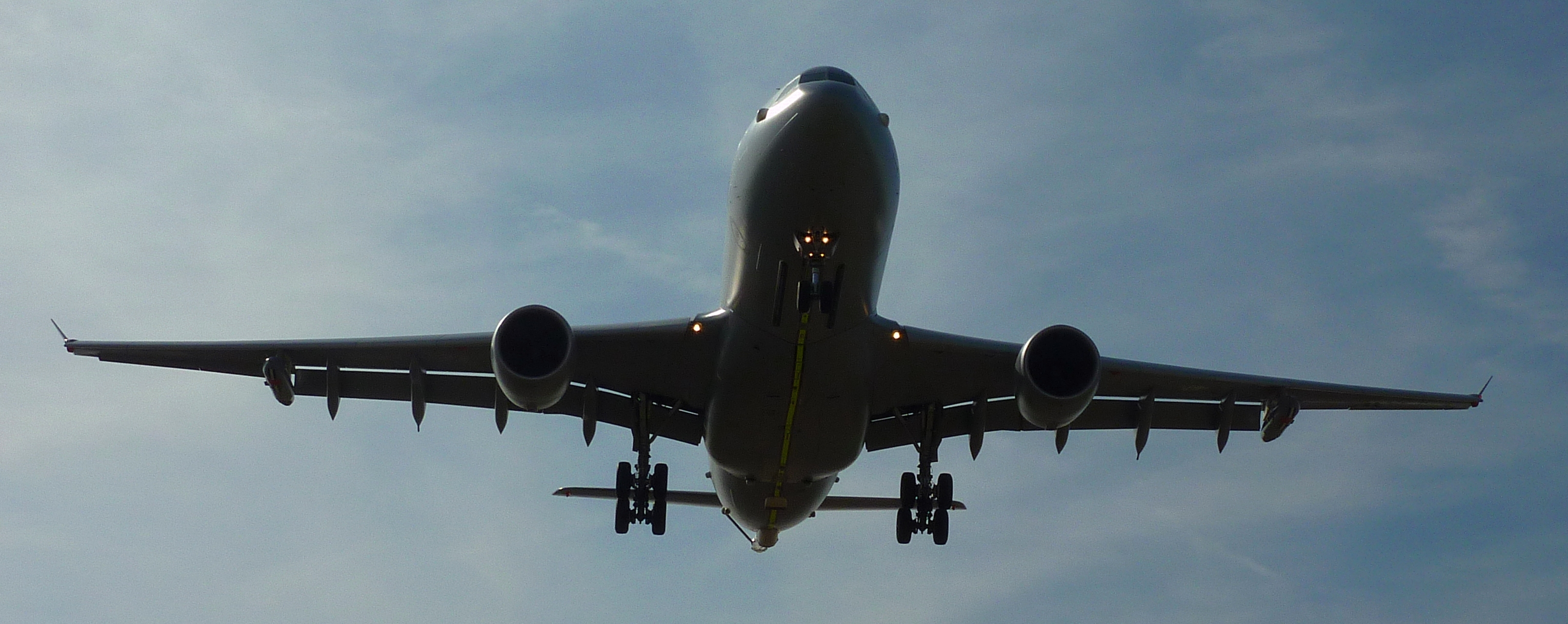
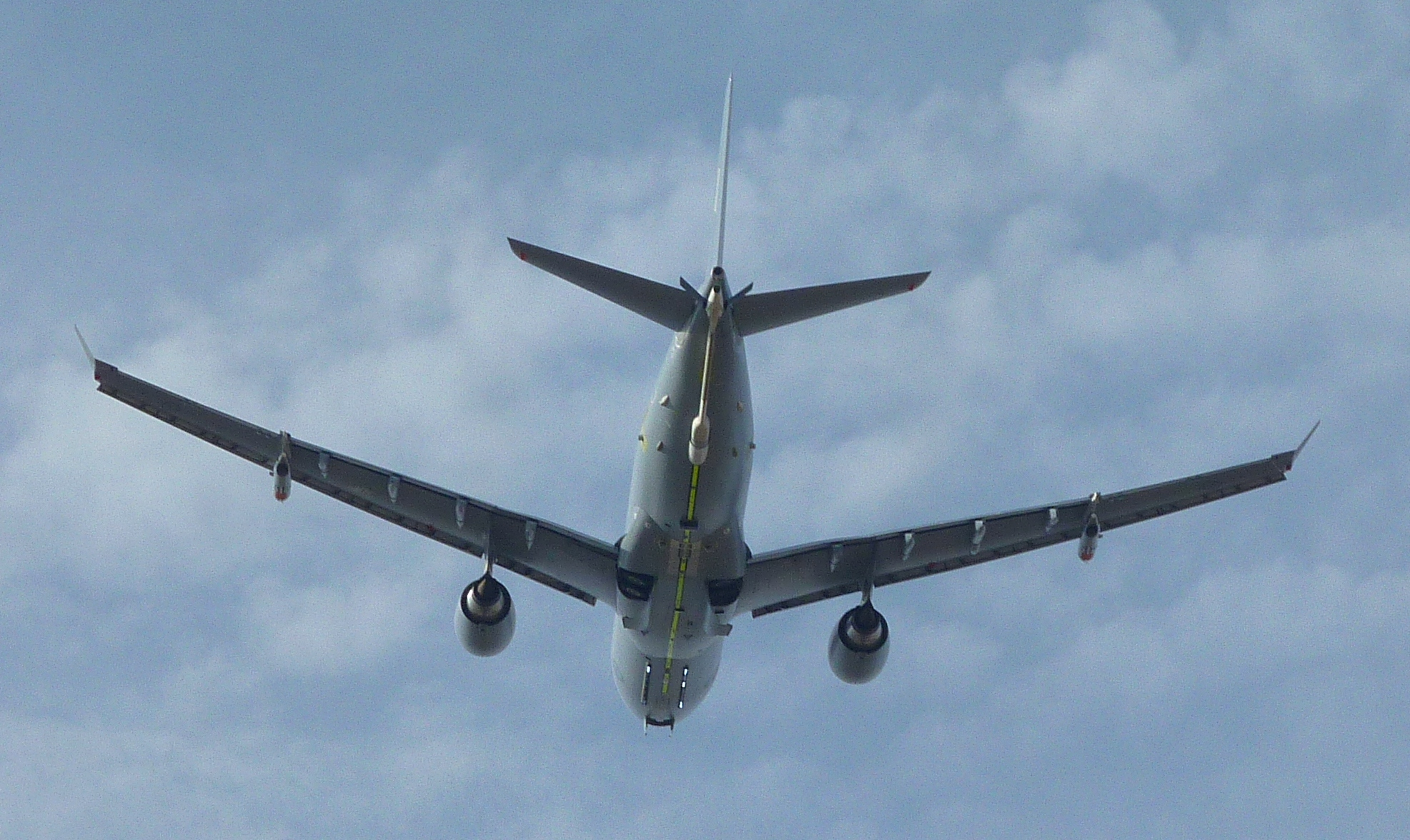
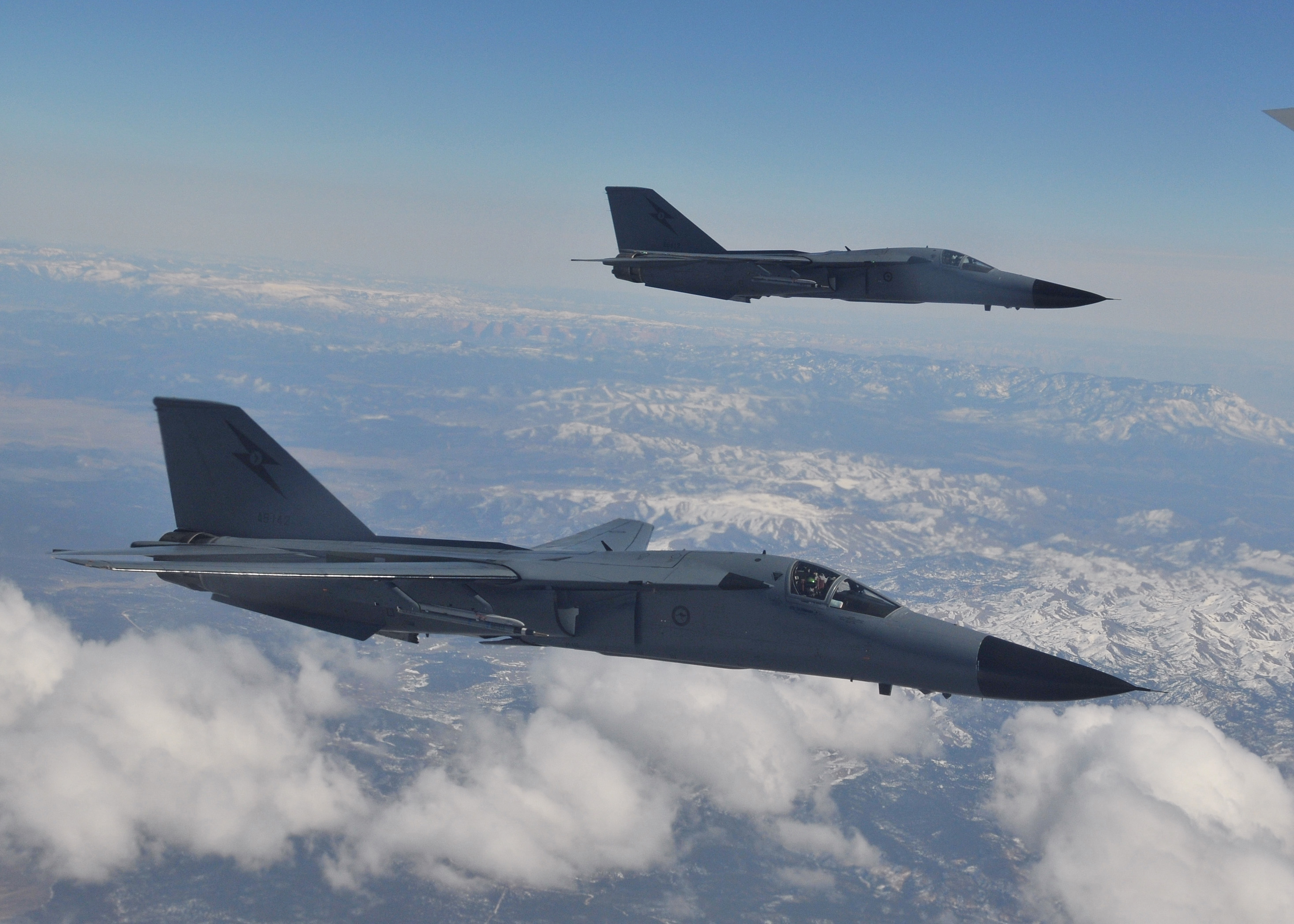
2 F-111C в 2009
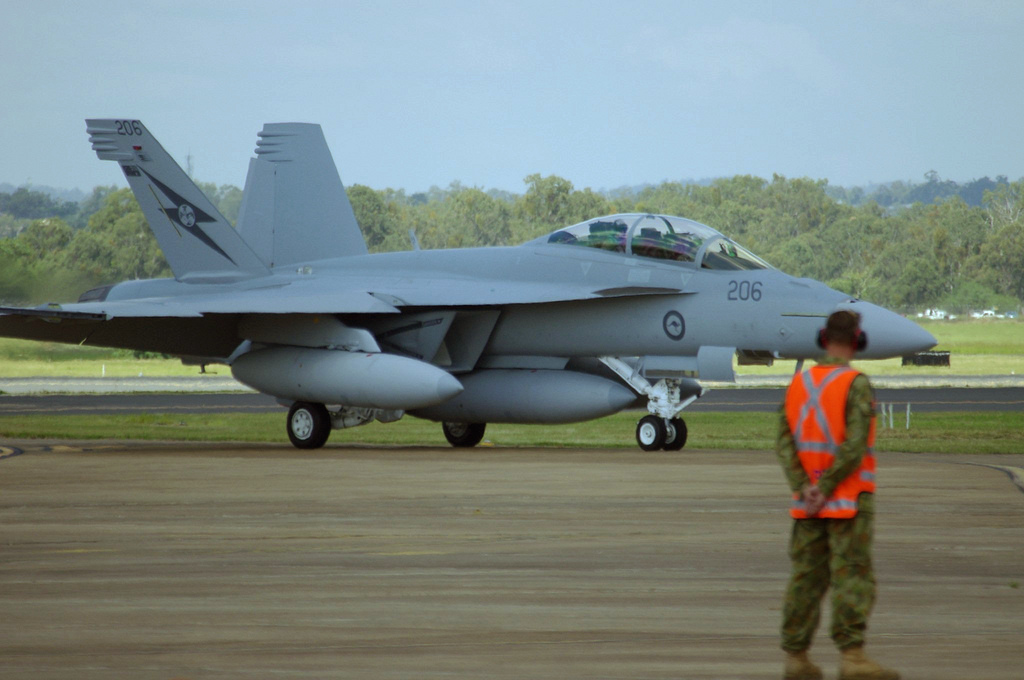
F/A-18F Super Hornet
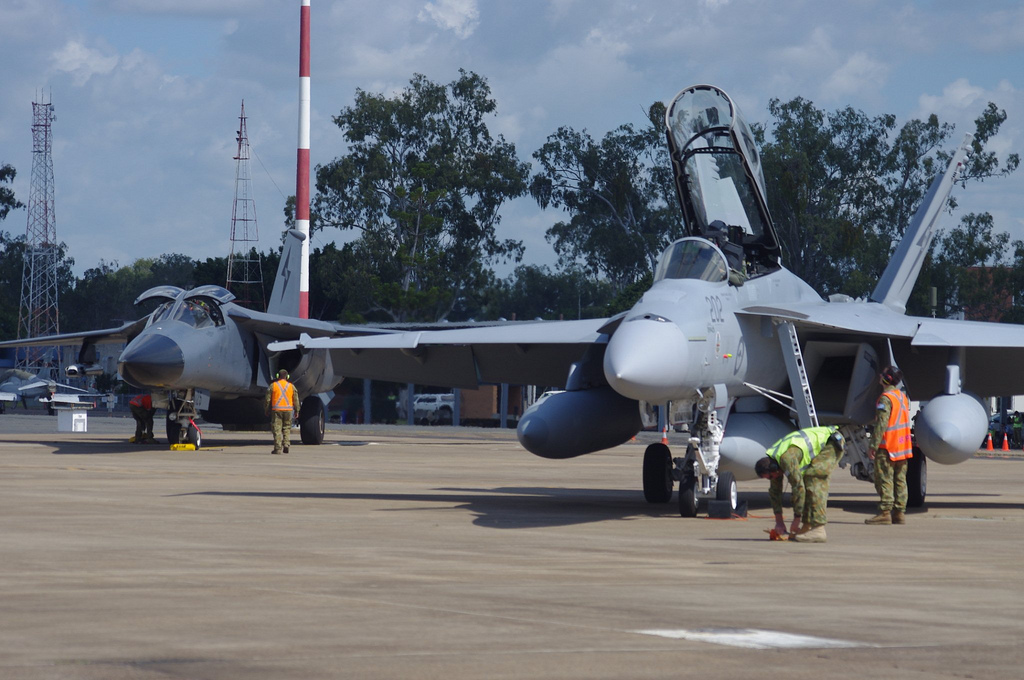
Спереду - F/A-18F Super Hornet, позаду - F-111C у березні 2010
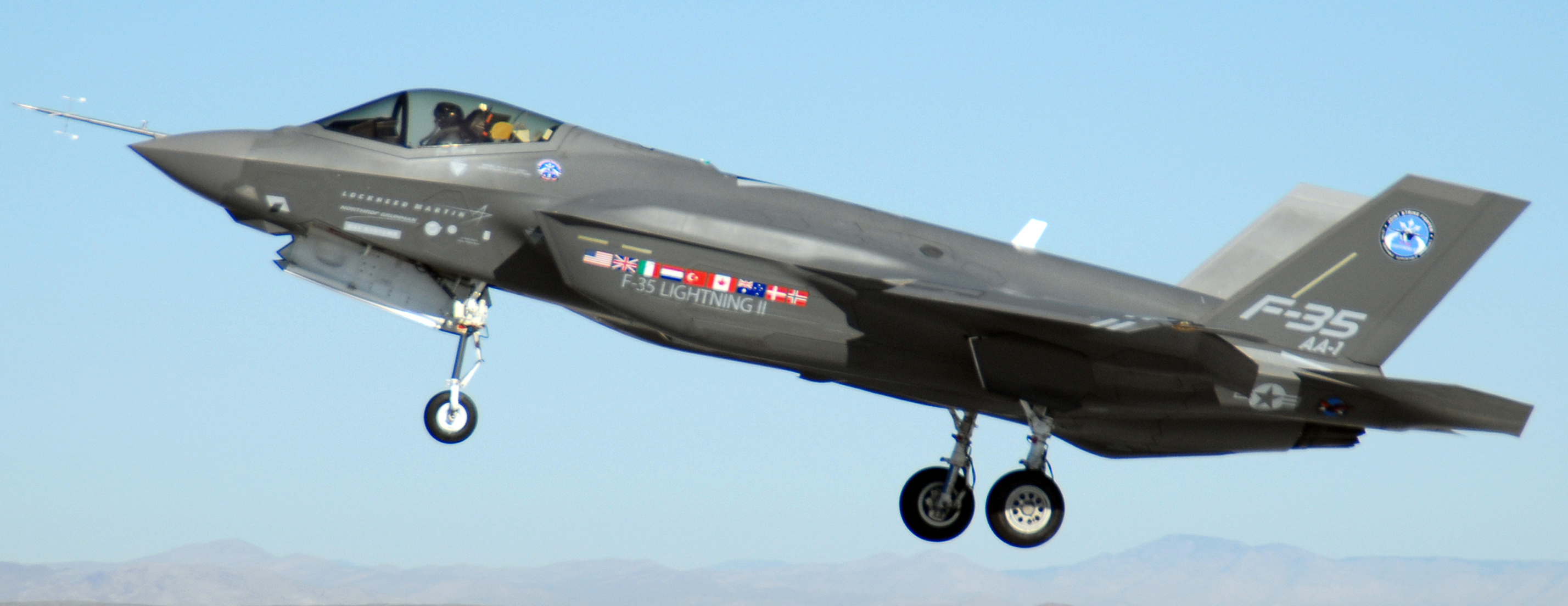
F-35A Lightning II. Літаками F-35A планується замінити всі McDonnell Douglas F/A-18 Hornet і F/A-18F Super Hornet
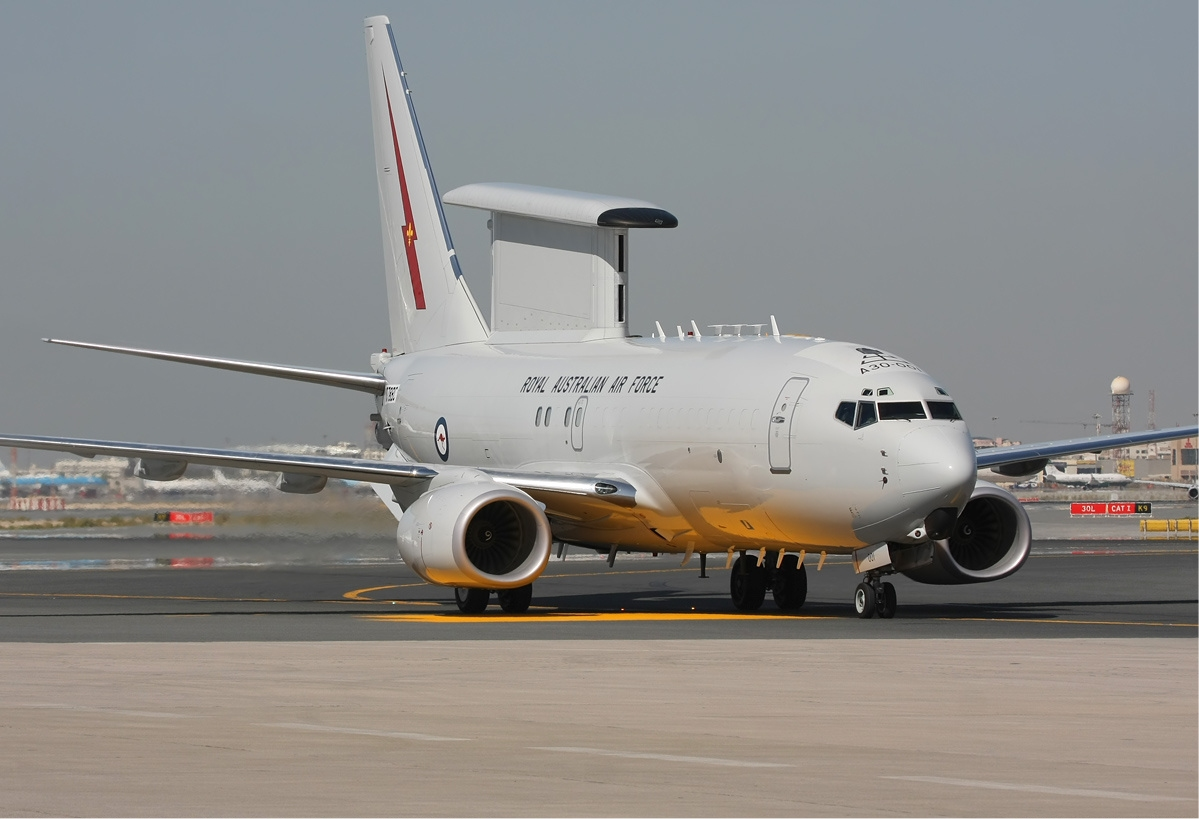
Boeing 737 AEW&C
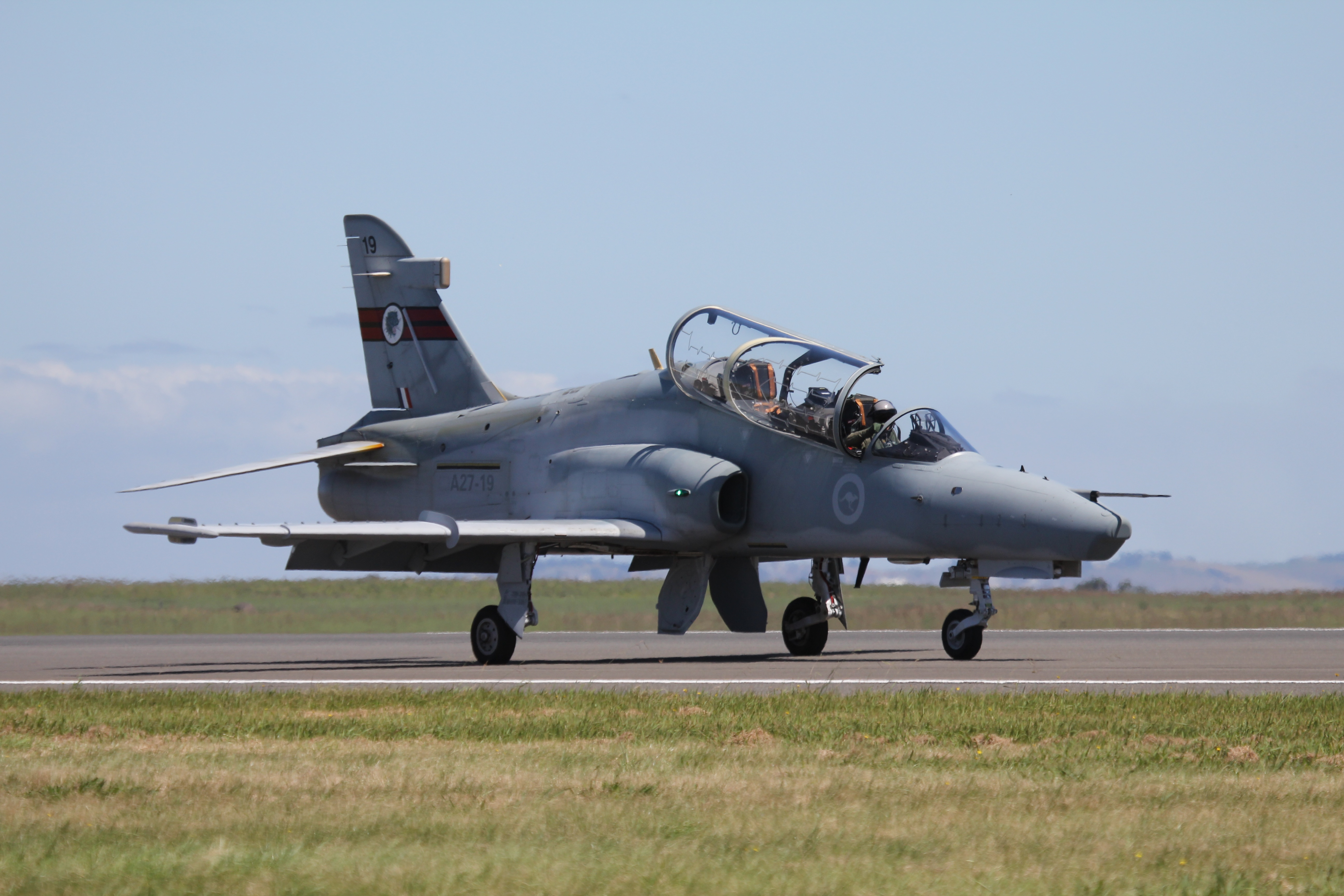
RAAF Hawk
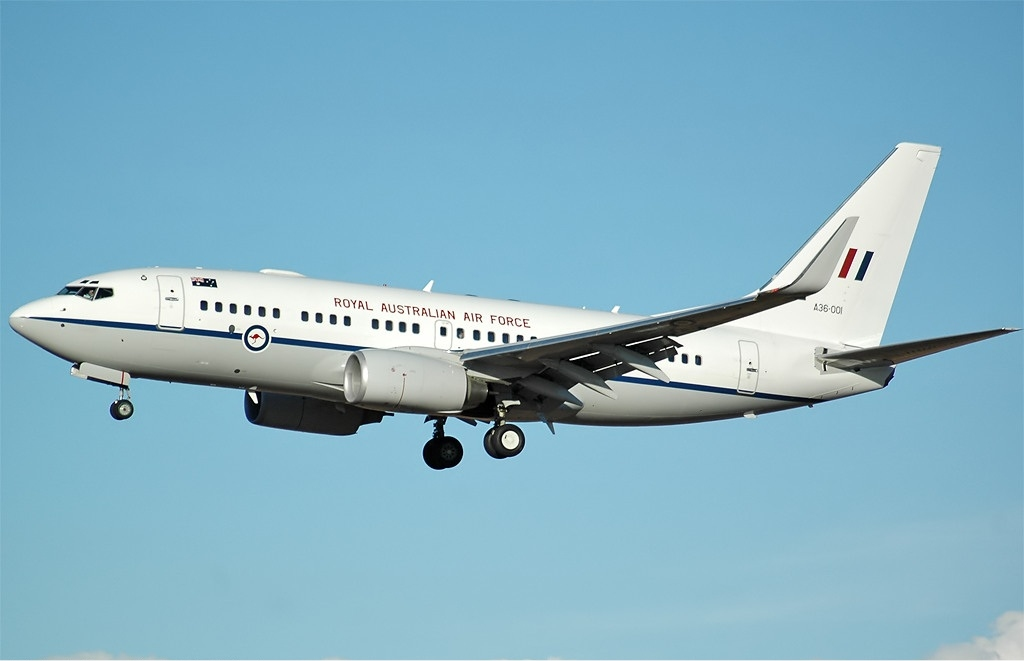
Boeing 737 BBJ в 2004
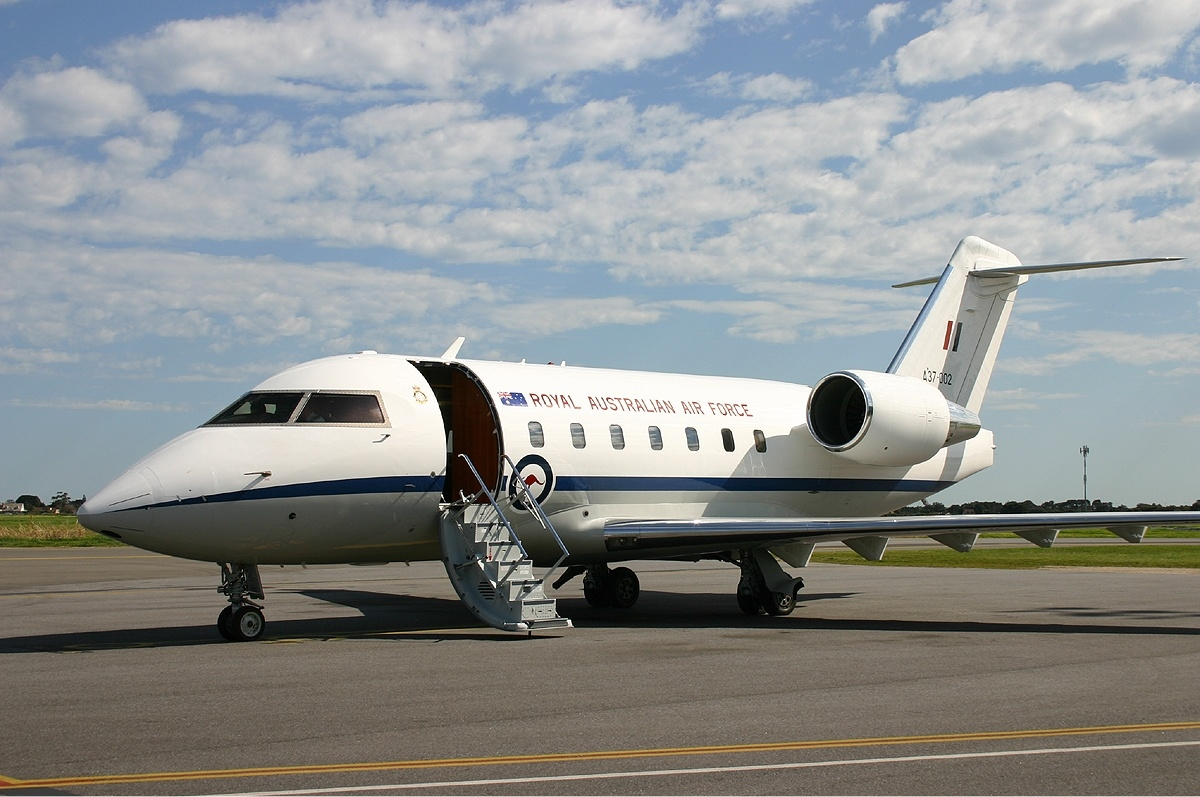
Bombardier Challenger 604 в 2004
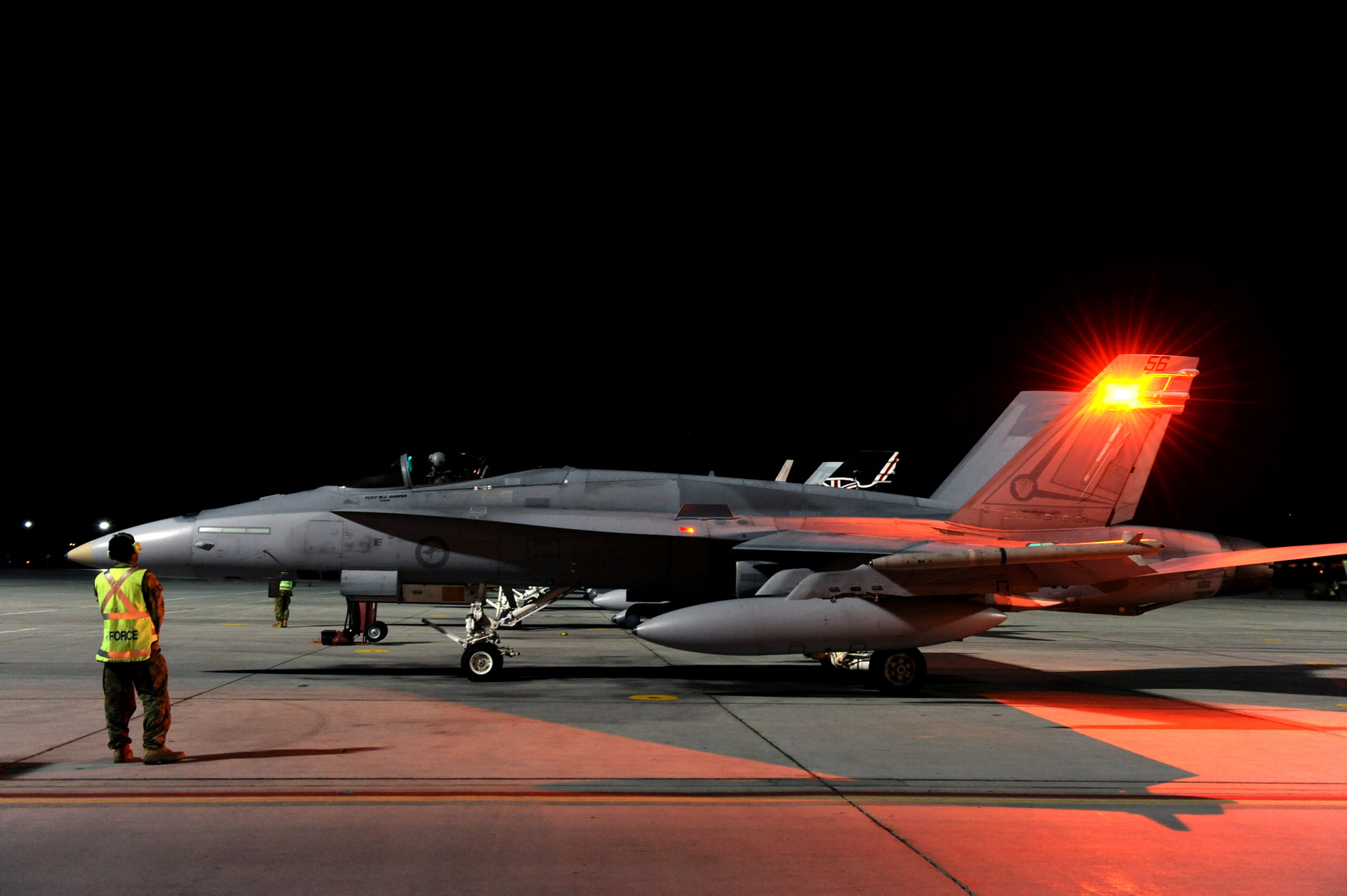
F/A-18 в 2010
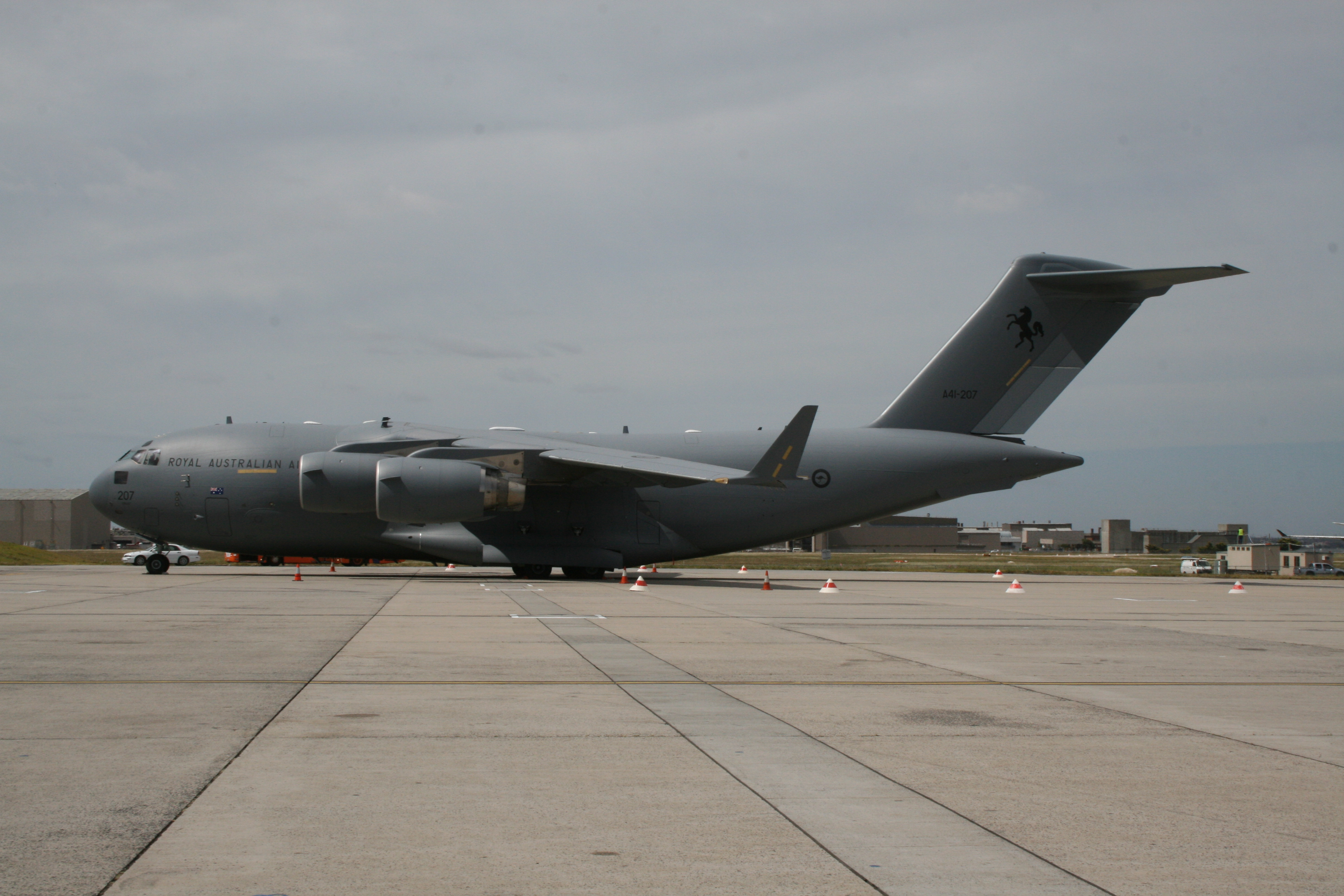
C-17 Globemaster III в 2007
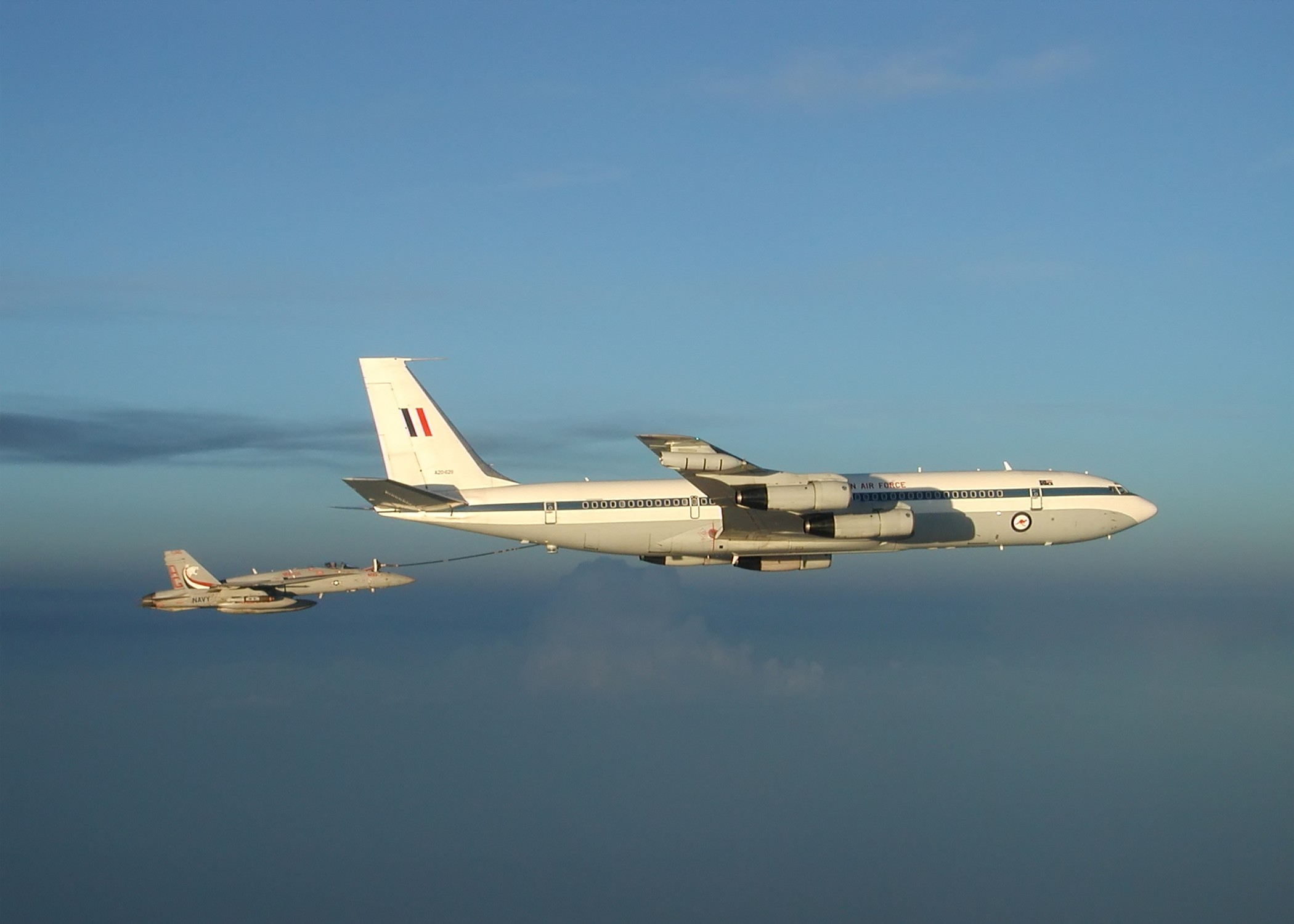
Boeing 707 заправляє F/A-18 в 2002
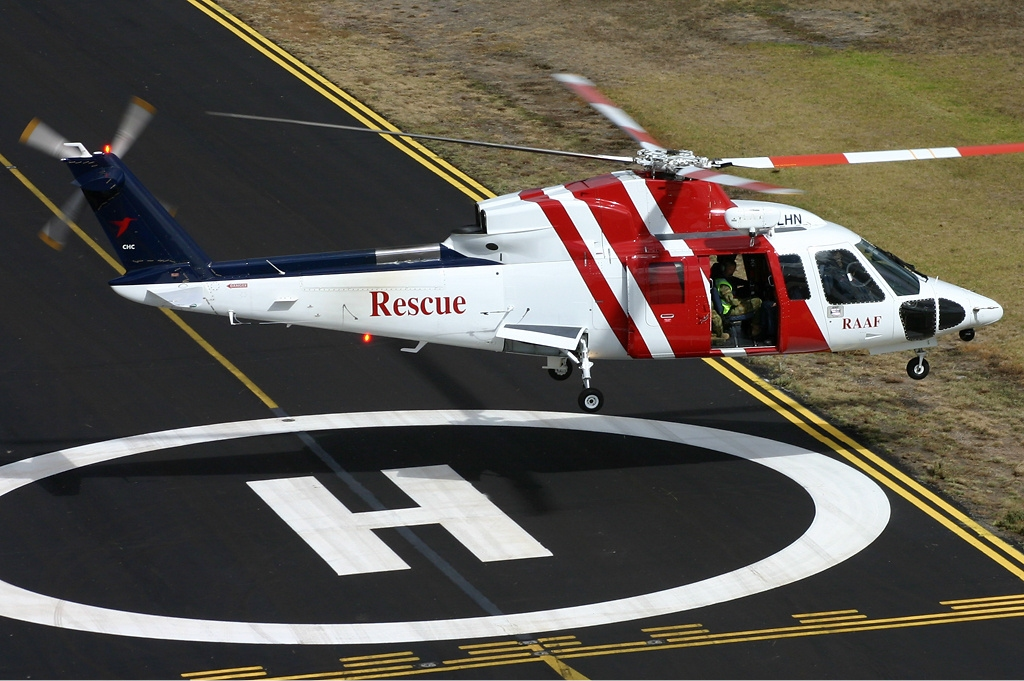
RAAF S-76
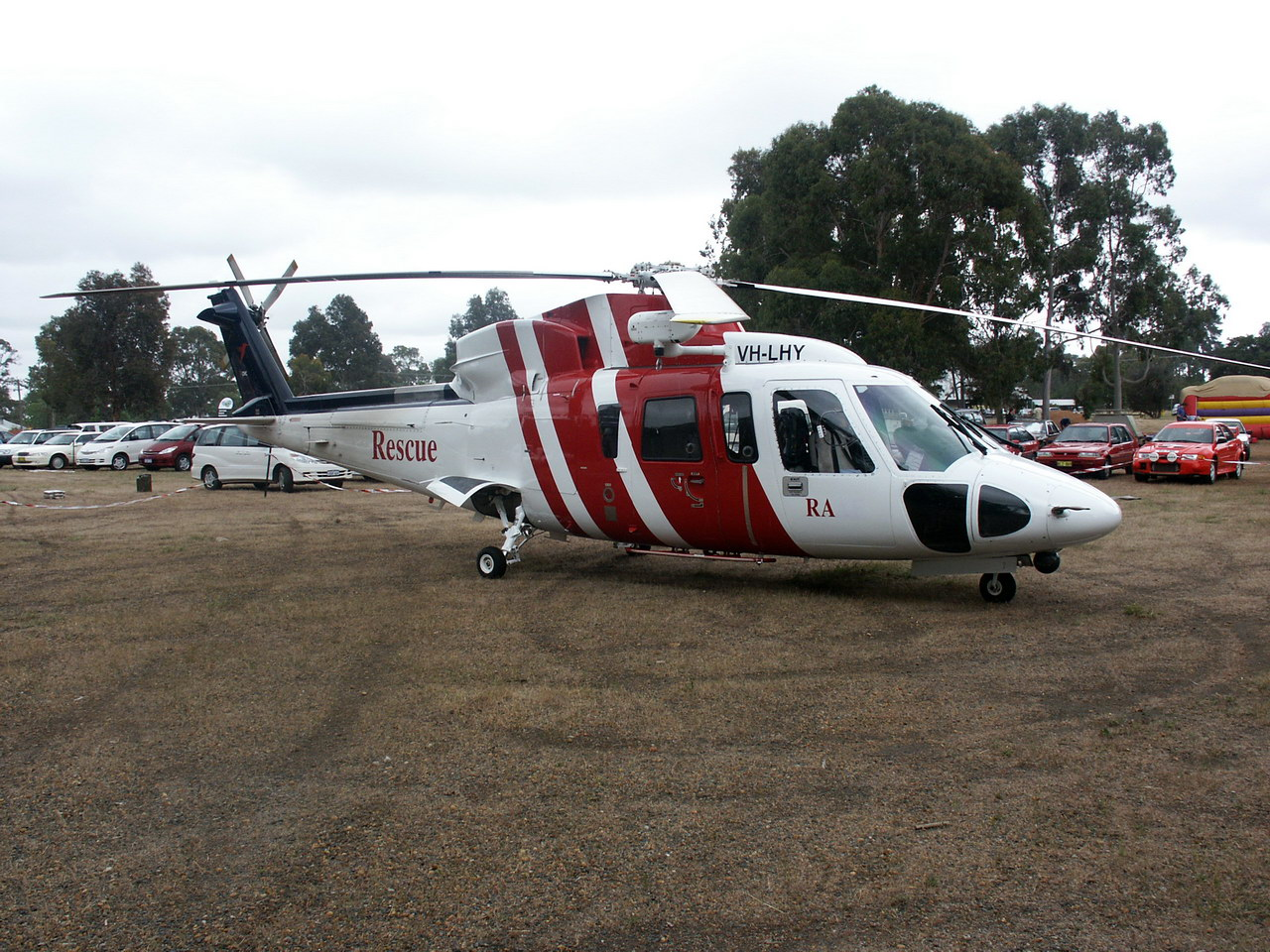
RAAF S-76A SAR
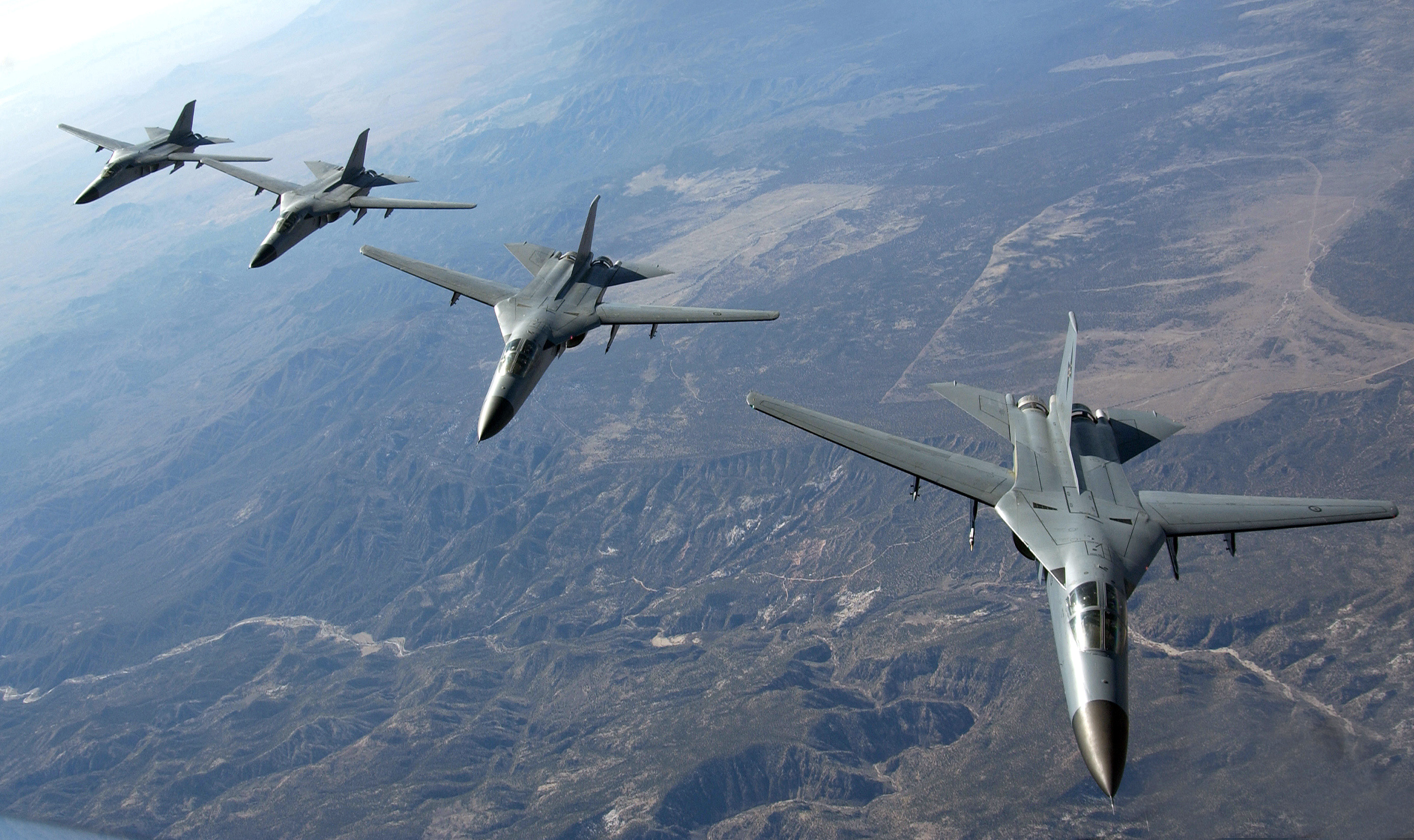
F-111 в 2006
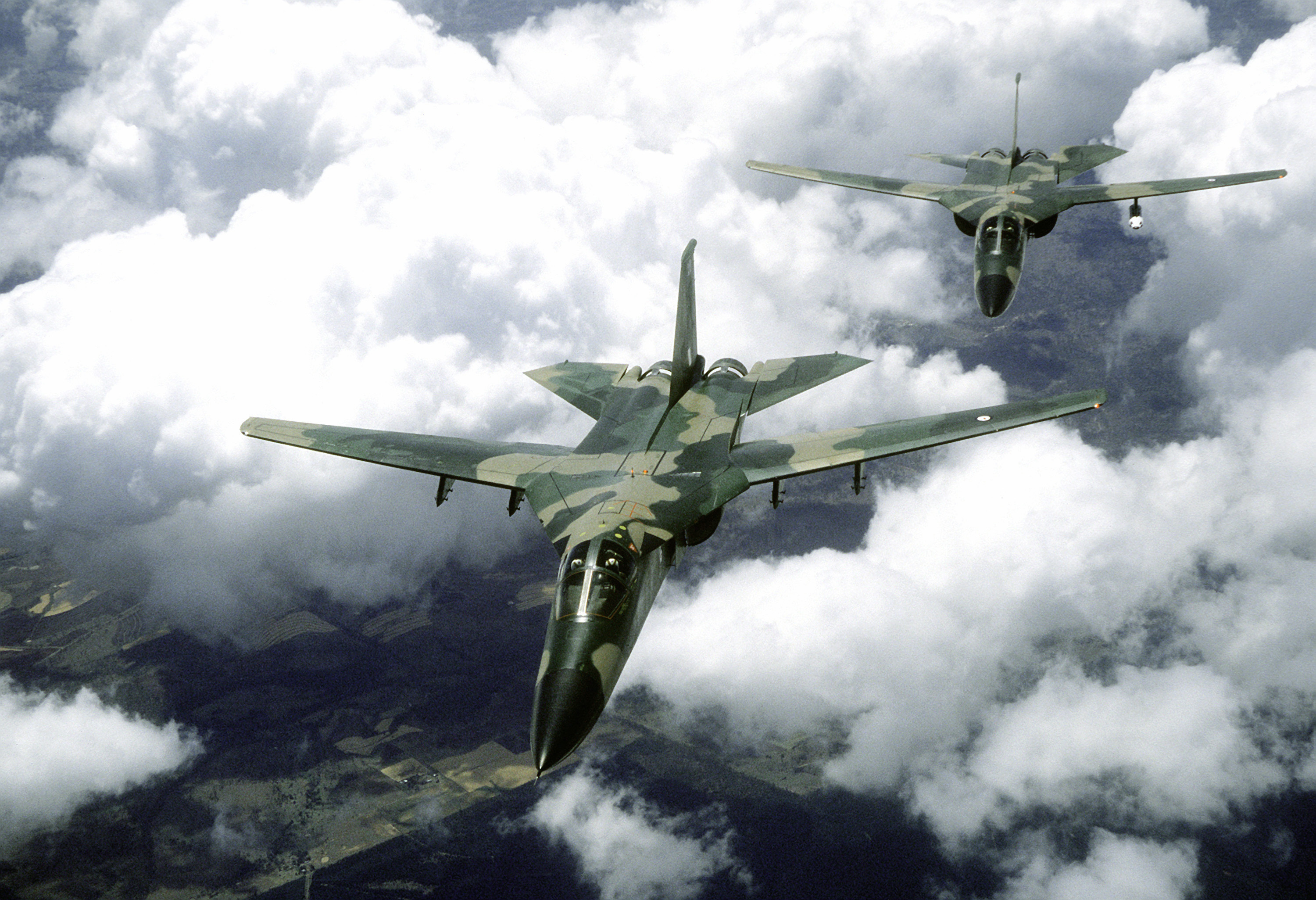
RAAF F-111C
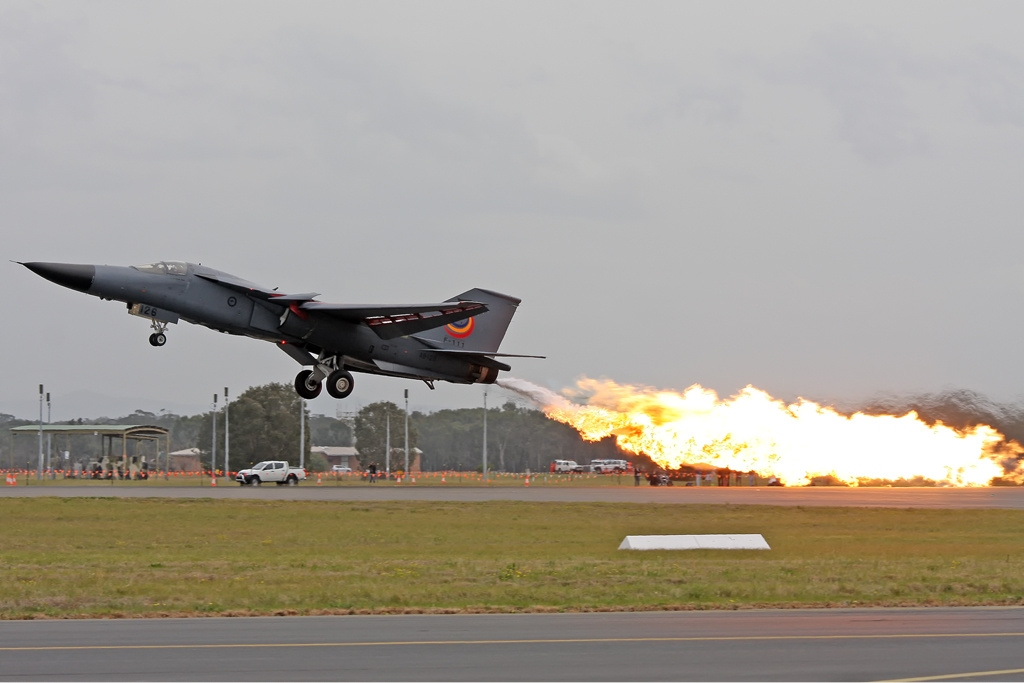
F-111C
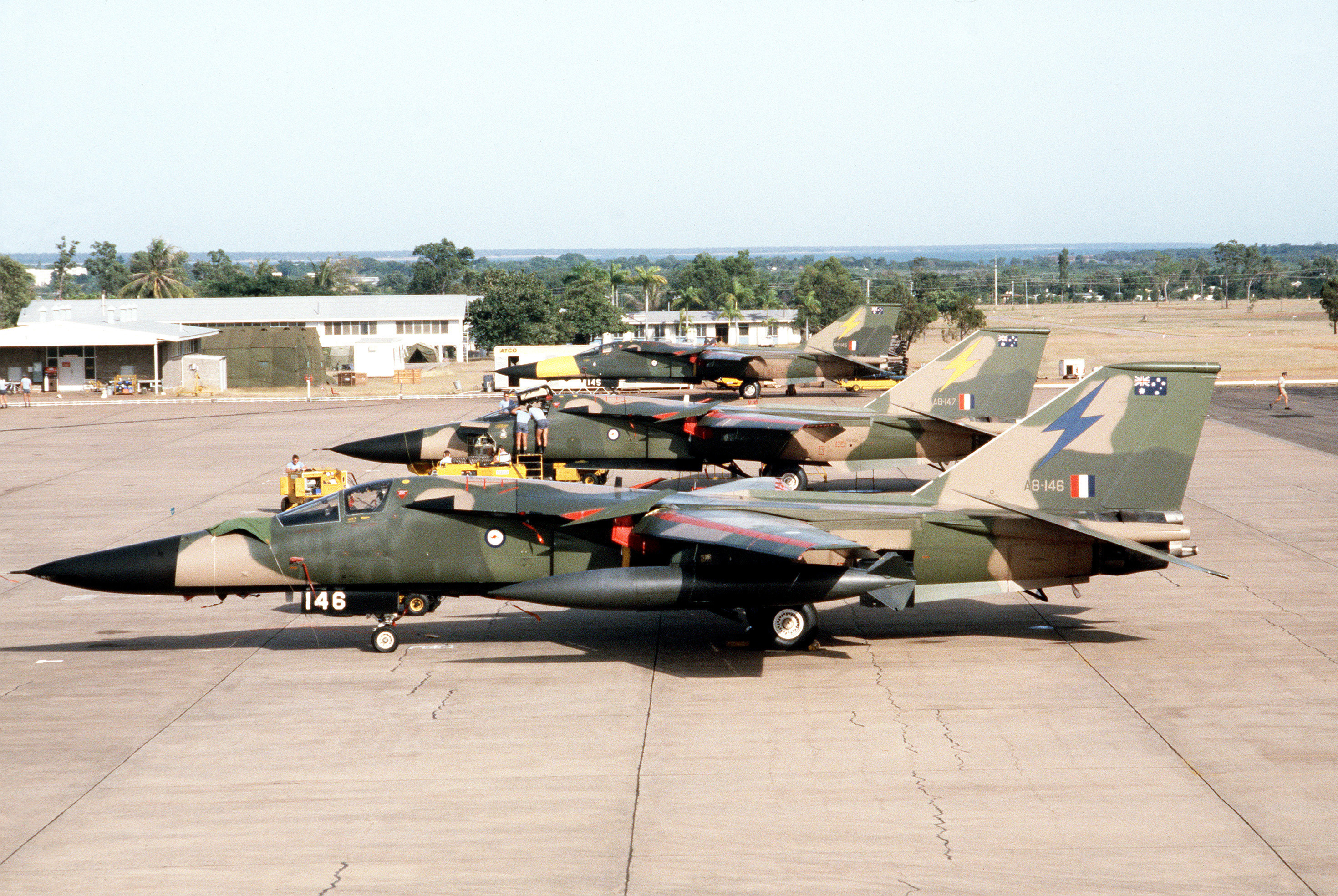
RAAF F-111C
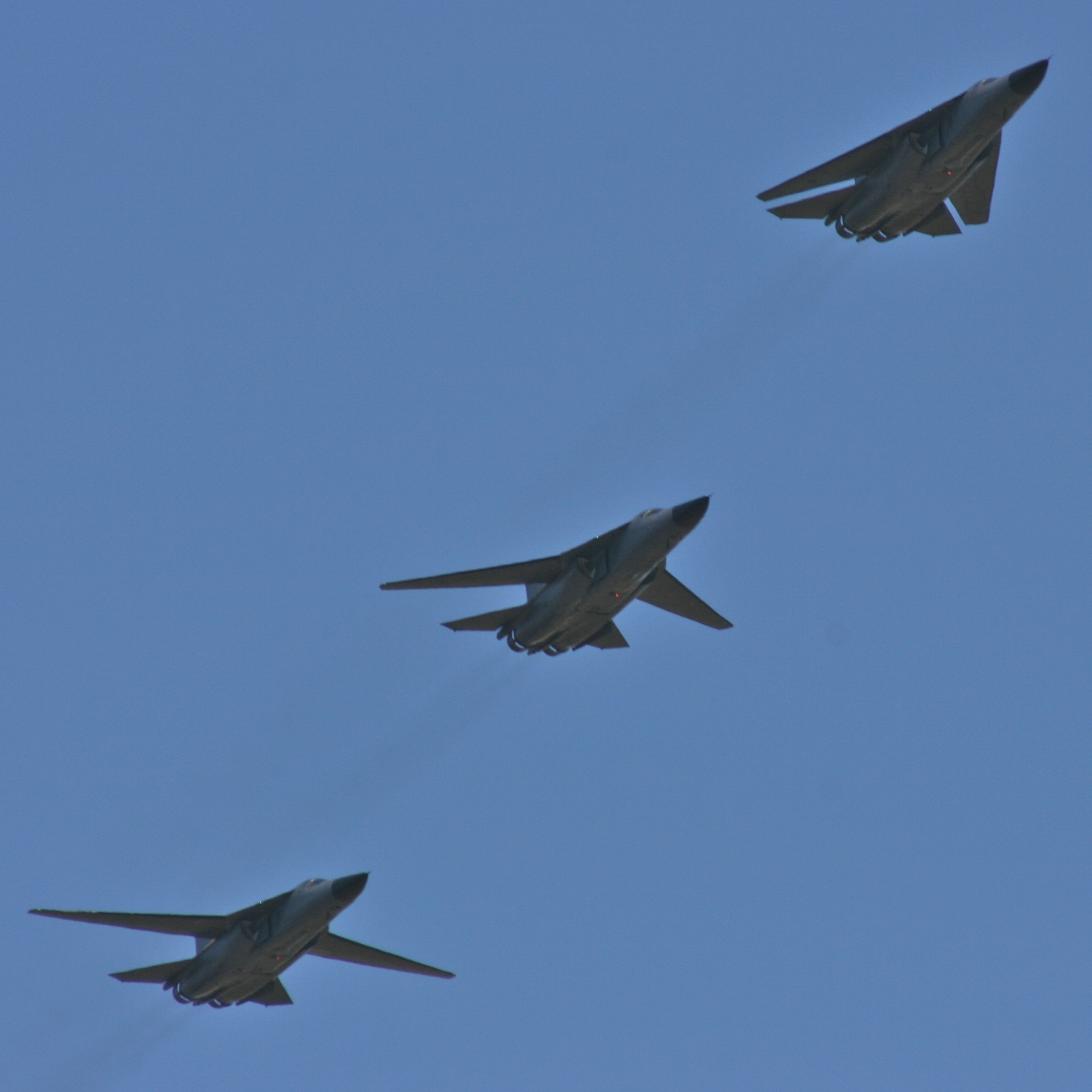
3 F-111C з різними позиціями крила
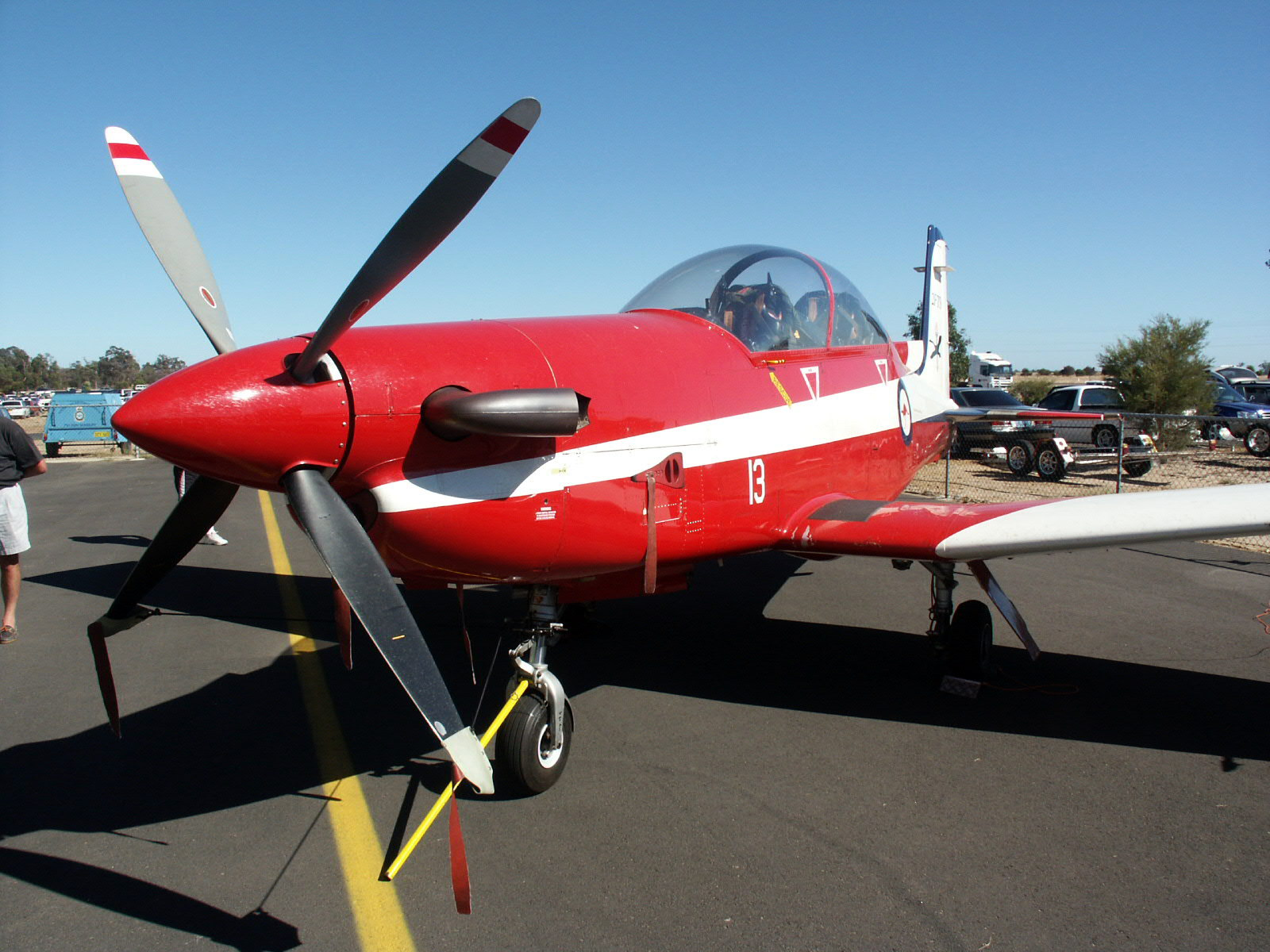
RAAF PC-9